# جان بنتون (بازیکن فوتبال)
جان بنتون (انگلیسی: John Benton؛ 1865 – ۱۹۳۲ (۶۶−۶۷ سال)) بازیکن فوتبال اهل بریتانیا بود.
از باشگاه‌هایی که در آن بازی کرده‌است می‌توان به باشگاه فوتبال ولورهمپتون واندررز اشاره کرد.